# أندي دوسن
أندي دوسن (بالإنجليزية: Andy Dawson)‏ هو لاعب كرة قدم بريطاني في مركزي الوسط والدفاع، ولد في 8 ديسمبر 1979 في يورك في المملكة المتحدة. لعب مع نادي كارلايل يونايتد.

## وصلات خارجية
- أندي دوسن على موقع قاعدة بيانات كرة القدم.إي يو (الإنجليزية)
- أندي دوسن على موقع Soccerbase.com (لاعب) (الإنجليزية)